# Ya'akov Tessler
Ya'akov Tessler (hébreu : יוֹאֵל יַעֲקֹב טֶסְלֶר), né le 27 juin 1973, est un homme politique israélien, député à la Knesset et membre du parti hassidique Agoudat Israel.
Membre du conseil religieux du parti depuis les années 2000, il est conseiller municipal d'Ashdod entre 2008 et 2019, avant d'être élu député à la Knesset. Il devient Ministre délégué à la Culture et au Sport du sixième gouvernement de Netanyahou en 2022.

## Biographie

### Jeunesse et information
Ya'akov Tessler est né d'Efraim et Haya Tessler à Jérusalem, son père fut rabbin et chef de la yeshiva Vizhnitz (he) à Har Nof. Il a grandi dans le quartier de Sanhédriah, il a fait ses études dans les yeshivas hassidiques de Vizhnitz et de Teshbin (he).

### Élu local d'Ashdod et conseiller de Yaakov Litzman
Ya'akov Tessler se marie et déménage à Ashdod. Il débute son parcours en tant que membre du conseil religieux du parti d'Agoudat Israel. Lors des élections municipales de 2008, il est élu conseiller municipal d'Ashdod, il siège jusqu'en 2019.
À partir de 2015, il devient l'assistant et conseiller du vice-ministre de la Santé et député à la Knesset Yaakov Litzman, l'une des figures parlementaire d'Agoudat Israel.

### Député à la Knesset
Le 31 janvier 2019, le Conseil des Sages de la Torah d'Agudath Israël, organisme décisionnel, décide de nommer Tessler en tant que représentant de l'Hassidisme de Vizhnitz (he), succédant à Eliezer Moses, dans la liste du Judaïsme unifié de la Torah.
Lors des élections successives du 9 avril 2019, du  17 septembre 2019 et du 2 mars 2020, il est placé à la cinquième place de la liste du Judaïsme unifié de la Torah et constamment réélu, la coalition obtenant 7 ou 8 sièges. 
Pour les élections du 23 mars 2021, Tessler est placé à la huitième place, le parti Agoudat Israel ayant décidé la promotion des représentants de l'Hassidisme de Belz (he), en l'occurrence Yisrael Eichler, à la troisième place de la liste d'Agoudat Israel et sixième sur la liste du Judaïsme unifié de la Torah.
En raison de cette promotion, il n'est pas réélu, le parti obtenant 7 sièges. Cependant, il retrouve son siège dès le 8 avril 2021, le député Yaakov Litzman, nommé ministre dans le cinquième gouvernement de Netanyahou, démissionne en vertu de la loi norvégienne.
Cependant, Tessler ne reste député que deux mois, Yaakov Litzman retrouve son siège dès juin 2021, en raison de l'investiture du nouveau gouvernement Bennett-Lapid.
Un an plus tard, Tessler remplace une seconde fois Yaakov Litzman à la Knesset, Litzman ayant démissionné en raison d'une affaire de fraudes et d’abus de confiance.

### Ministre délégué à la Culture et au Sport
Dans la perspective des élections législatives du 1er novembre 2022, Ya'akov Tessler est nommé à la troisième place sur la liste d'Agoudat Israel et sixième sur la liste du Judaïsme unifié de la Torah. Il est réélu, la coalition obtenant 7 sièges.
À l'issue des négociations et de la signature d'un contrat de coalition avec le Likoud, Ya'akov Tessler est nommé ministre délégué à la Culture et au Sport sixième gouvernement de Benjamin Netanyahou en décembre 2022.

## Controverses
Le 16 février 2023, le journal Haaretz publie une enquête menée par les journalistes Yehoshua Breiner et Haim Levinson, ils affirment que Tesler est personnellement impliqué dans un accord de silence, où une importante somme d'argent a été versée à une victime d'agression sexuelle par son père, le rabbin Ephraim Tesler, tandis qu'il dirigeait la yeshiva Eliezer de Damas pour les jeunes du Hassidisme de Vizhnitz (he).